# Rosalinda (satélite)
Rosalinda es un satélite natural de Urano. Fue descubierto el 13 de enero de 1986 por la sonda Voyager 2 y su designación provisional fue S/1986 U 4. Debe su nombre de la hija del duque desterrado en la obra Como gustéis de William Shakespeare. También es llamado Uranus XII.
Rosalinda pertenece al Grupo Porcia de satélites, que también incluye a Bianca, Crésida, Julieta, Porcia, Belinda, Cupido, Desdémona y Perdita. Estos satélites tienen órbitas y propiedades fotométricas similares. Por desgracia, aparte de los datos de su órbita, su radio de 36 kilómetros, y el albedo geométrico de 0,08, prácticamente no se sabe nada de él.
En las imágenes enviadas por el Voyager 2, Rosalinda aparece como un objeto casi esférico. Su superficie es de color gris.